# Waterstofbrosheid

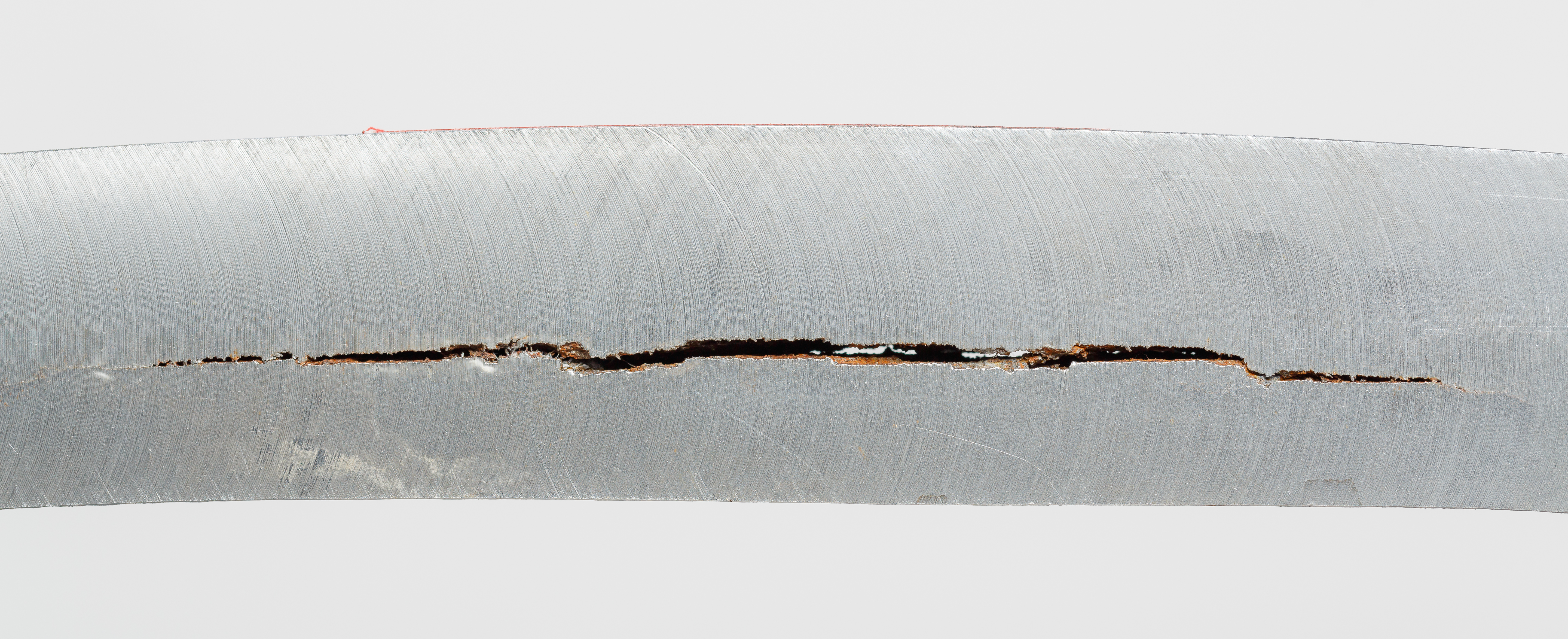
Waterstofgeïnduceerde scheur (hydrogen-induced cracks, HIC)

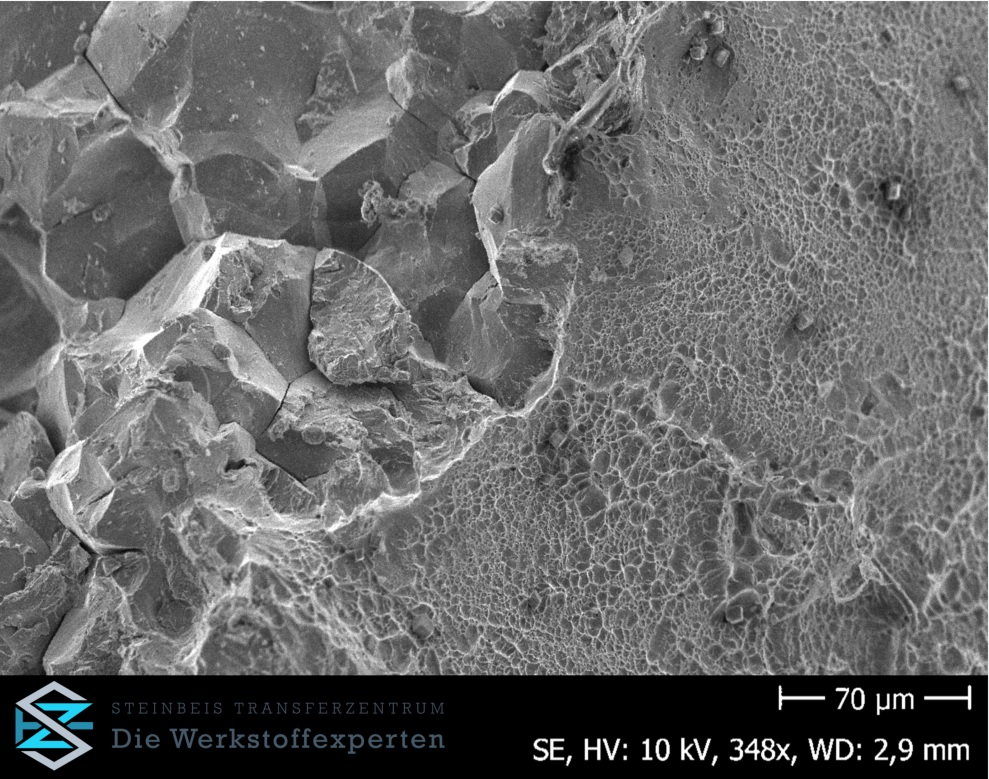
Rasterelektronenmicroscopische opname van waterstofgerelateerde schade aan een ultrasterk staalmateriaal met het materiaalnummer 1.4614 (Custom 465), met brosse en ductiele breuken

Waterstofbrosheid (ook wel: waterstofbroosheid) is het bros worden van metalen doordat waterstof in de haarscheurtjes van het materiaal opgesloten raakt. Hierdoor verzwakt het metaal met bros worden tot gevolg. Waterstofbrosheid werd al in 1875 beschreven, maar de exacte fysische achtergrond is anno 2013 nog steeds niet geheel begrepen. Het fenomeen komt vooral voor in staal met hoge treksterkte. Bij de Kongresshalle (Berlin) stortte op 21 mei 1980 een deel van het dak in door waterstofbrosheid in het voorgespannen beton.
RVS-bouten en -moeren die gebruikt worden in constructies waar temperatuurverschillen en chemicaliën een rol spelen, zoals in een zwembad, kunnen ten gevolge van waterstofbrosheid in de bevestigingsconstructie grote risico's veroorzaken. Ook bij koolstofstalen bevestigingsmiddelen die elektrolytisch zijn verzinkt bestaat het gevaar van het optreden van waterstofbrosheid.
Om waterstofbrosheid te voorkomen kan er bij de oppervlaktebehandeling, het beitsen van het metaal, een zogenaamde beitsrem of inhibitor worden toegevoegd. Deze stof zorgt ervoor dat er geen waterstof wordt gevormd waardoor waterstofbrosheid niet zal optreden.